# Olympische Sommerspiele 1924/Leichtathletik – Hochsprung (Männer)

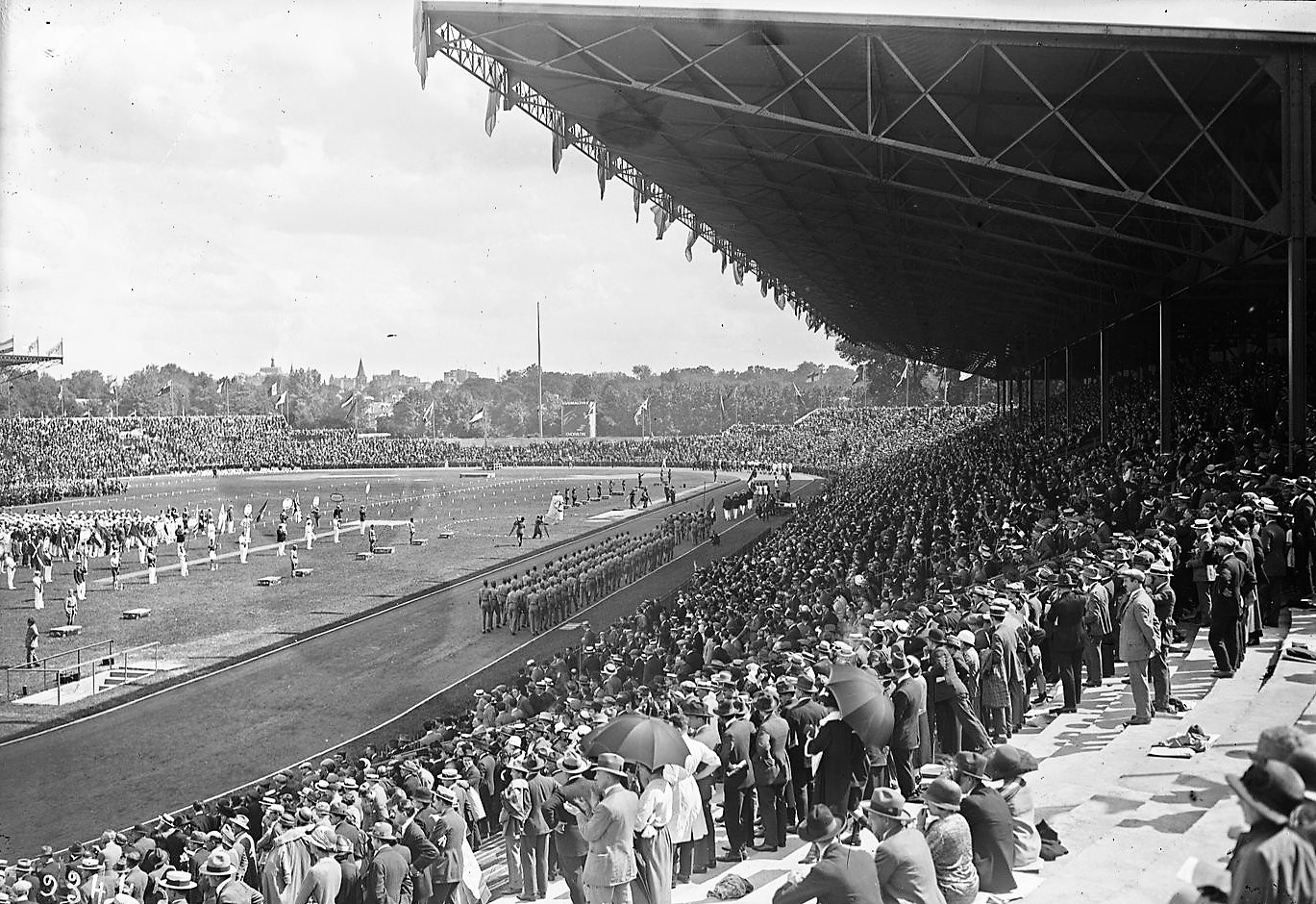
Das Olympiastadion während der Eröffnungszeremonie

Der Hochsprung der Männer bei den Olympischen Spielen 1924 in Paris wurde am 6. und 7. Juli 1924 ausgetragen. 26 Athleten nahmen daran teil.
Olympiasieger wurde der US-Amerikaner Harold Osborn vor seinem Landsmann Leroy Brown und dem Franzosen Pierre Lewden.

## Rekorde

### Bestehende Rekorde
| Weltrekord         | 2,03 m  | Harold Osborn ( USA)   | Urbana, USA           | 27. Mai 1924    |
| Olympischer Rekord | 1,935 m | Richmond Landon ( USA) | OS Antwerpen, Belgien | 17. August 1920 |

### Rekordverbesserung
Der US-amerikanische Olympiasieger Harold Osborn verbesserte den bestehenden olympischen Rekord im Finale am 17. August um 4,5 Zentimeter auf 1,98 m.

## Durchführung des Wettbewerbs
Die Athleten hatten am 6. Juli eine Qualifikationsrunde in vier Gruppen zu springen. Als Qualifikationshöhe wurden 1,83 Meter gefordert. Das Finale für die qualifizierten Athleten – hellblau unterlegt – fand am 7. Juli statt.

## Qualifikation
Datum: 6. Juli 1924

### Gruppe 1

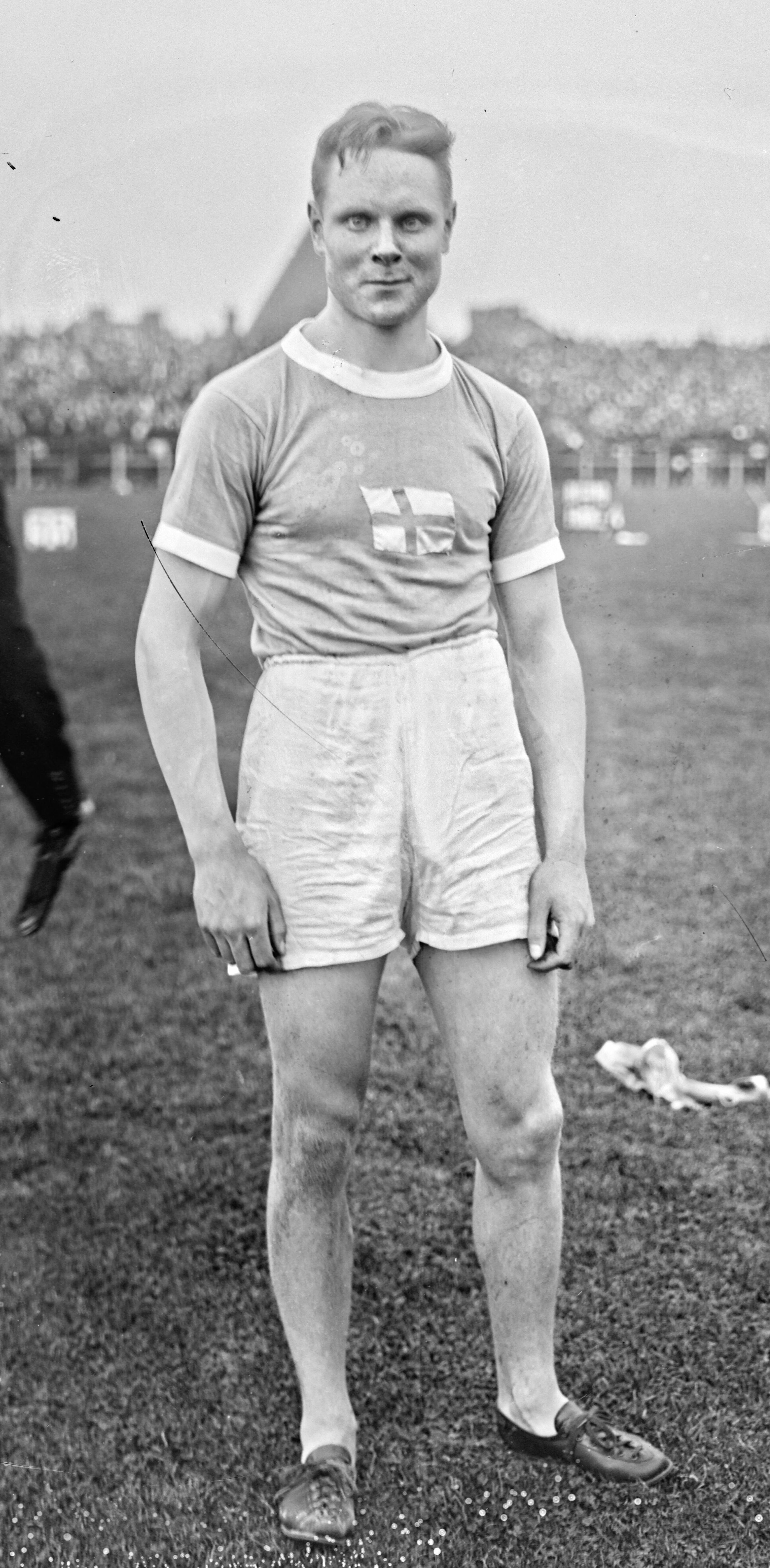
Bror Kraemer – ausgeschieden mit 1,70 m in Qualifikationsgruppe 1
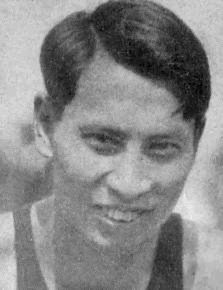
Oda Mikio – ausgeschieden mit 1,80 m in Qualifikationsgruppe 2

| Platz | Name            | Nation           | Höhe   | Anmerkung |
| ----- | --------------- | ---------------- | ------ | --------- |
| 1     | Tom Poor        | USA              | 1,83 m |           |
| 2     | Bror Kraemer    | Finnland         | 1,70 m |           |
| NM    | Édouard Dupiré  | Frankreich       | ogV    |           |
| NM    | Mikuláš Kucsera | Tschechoslowakei | ogV    |           |
| NM    | Arthur Willis   | Großbritannien   | ogV    |           |

### Gruppe 2
| Platz | Name              | Nation                | Höhe   | Anmerkung |
| ----- | ----------------- | --------------------- | ------ | --------- |
| 1     | Pierre Guilloux   | Frankreich            | 1,83 m |           |
| 1     | Harold Osborn     | USA                   | 1,83 m |           |
| 1     | Lawrence Roberts  | Südafrikanische Union | 1,83 m |           |
| 4     | Oda Mikio         | Japan                 | 1,80 m |           |
| 4     | Larry Stanley     | Irischer Freistaat    | 1,80 m |           |
| 6     | Josef Machaň      | Tschechoslowakei      | 1,75 m |           |
| 7     | Giuseppe Palmieri | Königreich Italien    | 1,70 m |           |
| 8     | Jack Miller       | Kanada                | 1,65 m |           |

### Gruppe 3

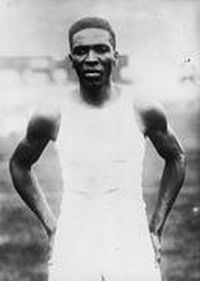
Silvio Cator – ausgeschieden mit 1,75 m in Qualifikationsgruppe 4

| Platz | Name            | Nation         | Höhe   | Anmerkung |
| ----- | --------------- | -------------- | ------ | --------- |
| 1     | Jenő Gáspár     | Ungarn         | 1,83 m |           |
| 1     | Sverre Helgesen | Norwegen       | 1,83 m |           |
| 1     | Helge Jansson   | Schweden       | 1,83 m |           |
| 1     | Pierre Lewden   | Frankreich     | 1,83 m |           |
| NM    | Crawford Kerr   | Großbritannien | ogV    |           |
| NM    | Robert Juday    | USA            | ogV    |           |

### Gruppe 4
| Platz | Name                 | Nation         | Höhe   | Anmerkung |
| ----- | -------------------- | -------------- | ------ | --------- |
| 1     | Leroy Brown          | USA            | 1,83 m |           |
| 2     | Édouard Barbazan     | Frankreich     | 1,80 m |           |
| 2     | Jean Hénault         | Belgien        | 1,80 m |           |
| 2     | Ivar Sahlin          | Schweden       | 1,80 m |           |
| 5     | Silvio Cator         | Haiti          | 1,75 m |           |
| 5     | Robert Dickinson     | Großbritannien | 1,75 m |           |
| 7     | Antonios Karyofyllis | Griechenland   | 1,70 m |           |

## Finale
Datum: 7. Juli 1924
| Platz | Name             | Nation                | Höhe   | Anmerkung                 |
| ----- | ---------------- | --------------------- | ------ | ------------------------- |
| 1     | Harold Osborn    | USA                   | 1,98 m | OR                        |
| 2     | Leroy Brown      | USA                   | 1,95 m |                           |
| 3     | Pierre Lewden    | Frankreich            | 1,92 m |                           |
| 4     | Tom Poor         | USA                   | 1,88 m | nach Stechen mit Gáspár   |
| 5     | Jenő Gáspár      | Ungarn                | 1,88 m | nach Stechen mit Poor     |
| 6     | Helge Jansson    | Schweden              | 1,85 m | nach Stechen mit Guilloux |
| 7     | Pierre Guilloux  | Frankreich            | 1,85 m | nach Stechen mit Jansson  |
| 8     | Lawrence Roberts | Südafrikanische Union | 1,83 m |                           |
| 8     | Sverre Helgesen  | Norwegen              | 1,83 m |                           |

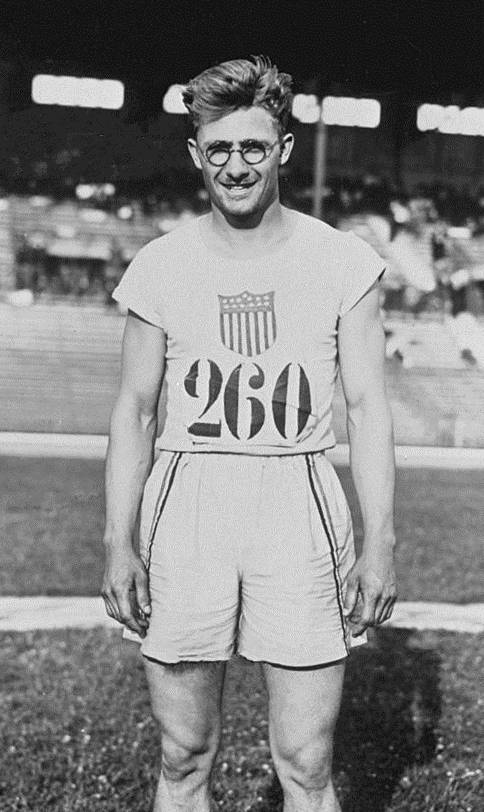
Harold Osborn – Olympiasieger im Hochsprung und fünf Tage später auch im Zehnkampf

Neun Springer hatten die Qualifikationshöhe geschafft. Nachdem Leroy Brown den aktuellen Olympiarekord mit 1,95 m verbessert hatte, konnte Harold Osborn mit 1,98 m im ersten Versuch den Rekord noch weiter nach oben schrauben und vor seinem Landsmann die Goldmedaille gewinnen. Osborn versuchte sich noch an der Höhe von 2,02 m, die er im zweiten Versuch fast übersprungen hätte, aber mit einer Hand streifte er die Latte doch noch herunter.
Da es damals noch keine Fehlversuchs- bzw. Mehrversuchsregel gab, wurde zwischen Tom Poor und Jenő Gáspár – um Platz vier – sowie zwischen Helge Jansson und Pierre Guilloux – um Platz sechs – jeweils ein Stechen gesprungen.
Seinen Olympiasieg errang Harold Osborn ganz ohne Tricks. In anderen Wettkämpfen vor und nach diesen Spielen hatte er eine eigentlich unerlaubte Technik zur Perfektion entwickelt: er rollte im von George Horine entwickelten Western Roll über die Latte und drückte sie so geschickt gegen die Auflageständer, dass sie nicht herunterfiel, auch wenn Osborn sie eigentlich nicht wirklich überquert hatte. Diese Technik war nur dadurch möglich, dass die Latte nur in Sprunggrubenrichtig nach vorne fallen konnte und zur anderen Seite fest auflag. Um diese unerlaubte Art zu verhindern, wurde die Lattenaufhängung bald so gestaltet, dass sie auch nach hinten fallen konnte.
Fünf Tage später wurde Osborn auch im Zehnkampf Olympiasieger. Er ist damit bis heute der einzige Athlet, der es schaffte, sowohl im Zehnkampf als auch in einer Individualdisziplin Olympiasieger zu werden.
Osborns Sieg war der siebte Sieg eines US-Springers im siebten olympischen Hochsprungfinale. Zudem war es der vierte US-Doppelsieg.

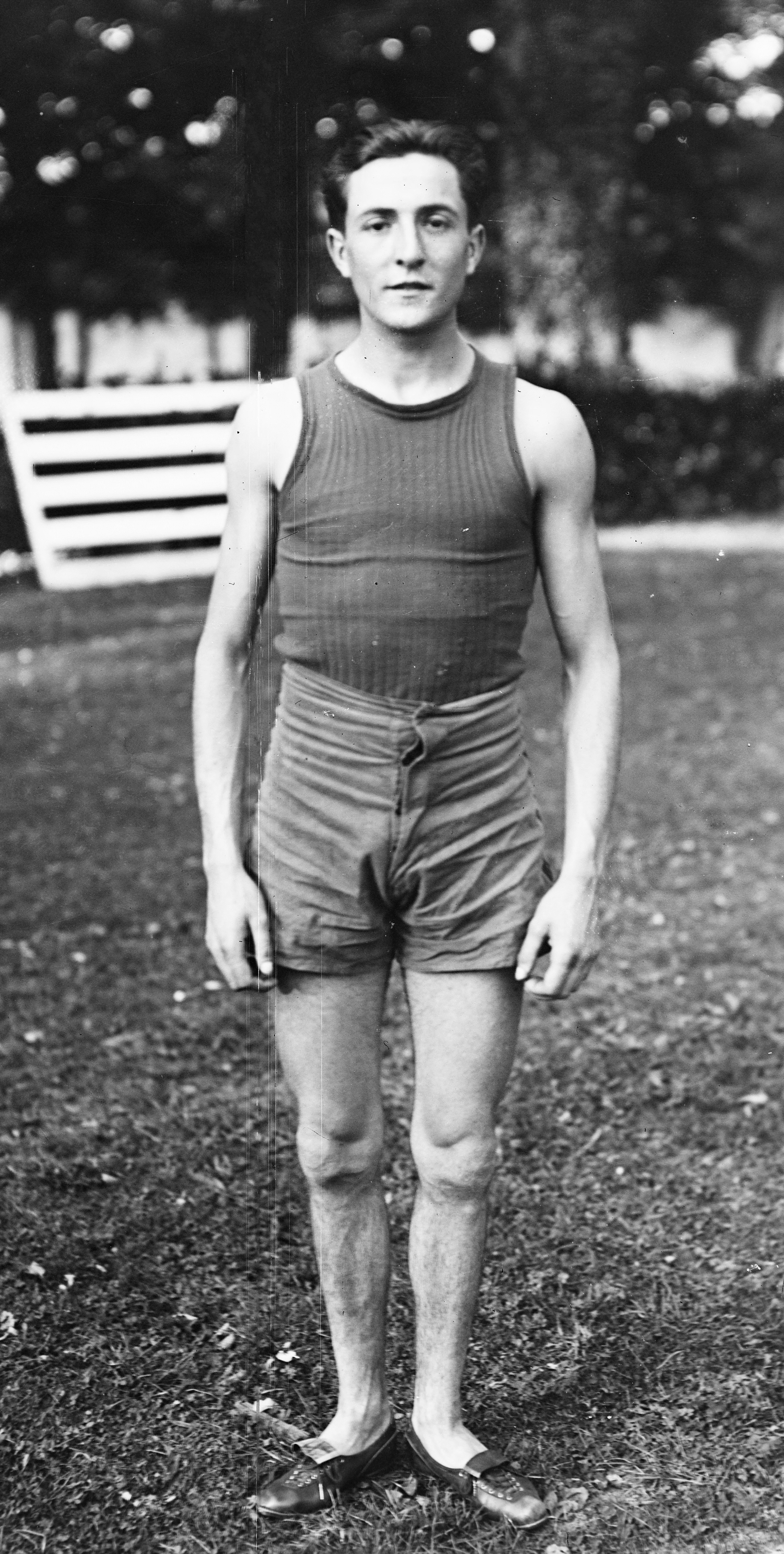
Bronzemedaillengewinner Pierre Lewden
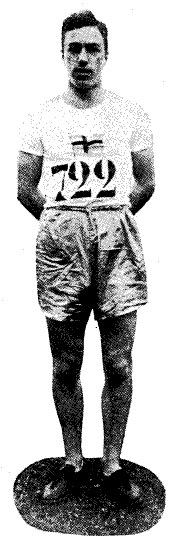
Platz sechs im Finale für Helge Jansson
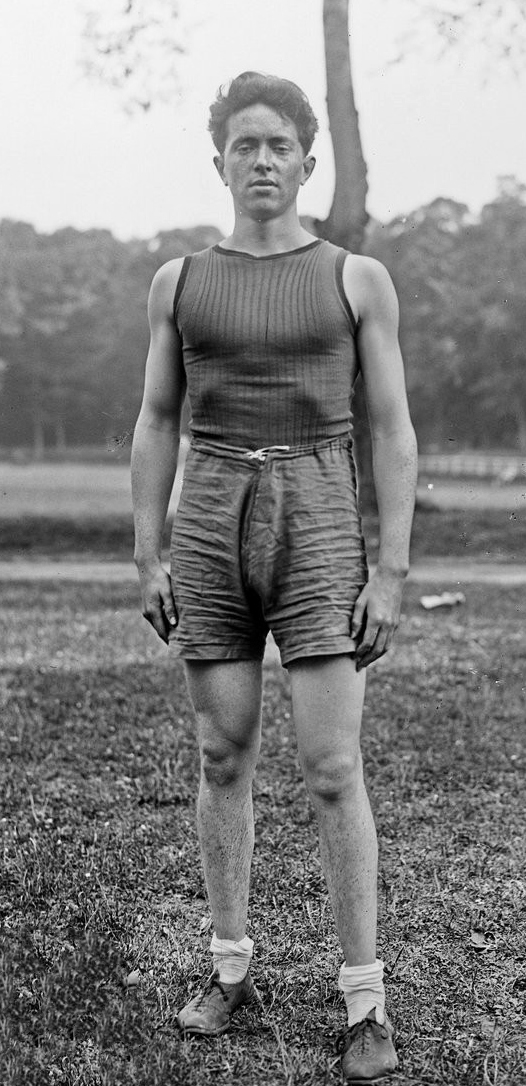
Pierre Guilloux erreichte Platz sieben
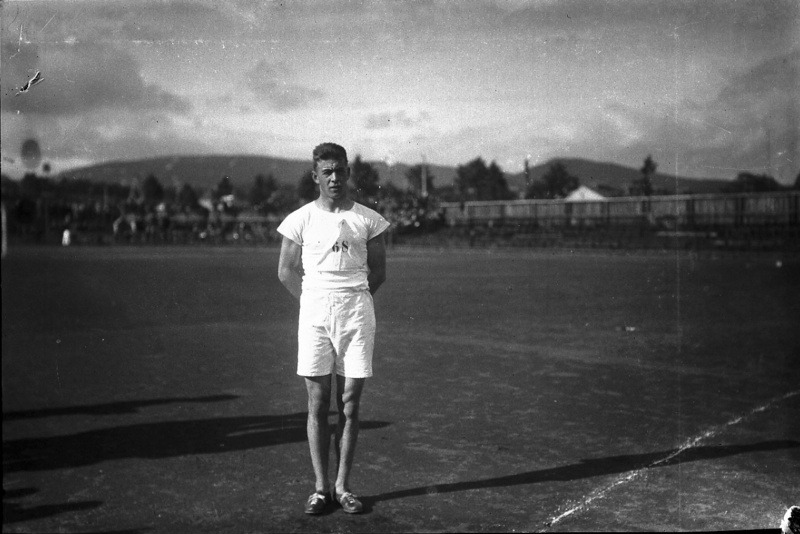
Der achtplatzierte Sverre Helgesen

## Videolinks
- Harold Osborn Wins High Jump Gold With Limited Vision - Paris 1924 Olympics, youtube.com, abgerufen am 3. Juni 2021
- The Olympic Games in Paris, 1924 (1925 Documentary), youtube.com, Bereich: 43:12 min bis 44:28 min, abgerufen am 3. Juni 2021